# Levin Claus Moltke
Levin Claus Moltke, latinisiert: Levinus Nicolaus, (* um 1615; † im Januar 1662, begraben in Schleswig) war ein deutscher Hofbeamter.

## Kindheit und Jugend
Levin Claus Moltke war ein Sohn von Claus von Moltke (* 17. April 1566 in Samow in Mecklenburg; † vor 1624) und dessen zweiter Ehefrau Margarethe, geborene von Linstow († nach dem 16. Oktober 1657), die eine Tochter von Christoph von Linstow war. Er erhielt vermutlich Unterricht von einem Hauslehrer. Zum Sommersemester 1635 schrieb er sich an der Universität Rostock ein und studierte wahrscheinlich Jura. Außerdem beschäftigte er sich mit Klassischer Philologie, Philosophie und Theologie. Dies tat er in einem Umfang, der für Juristen und andere Lernende seines Standes ungewöhnlich groß war.
Da Moltke den dort lehrenden Theologen Georg Calixt sehr gut kannte, ist davon auszugehen, dass er die Universität Helmstedt besuchte. In den Matrikeln der Universität ist er jedoch nicht zu finden. Im Jahr 1652 schrieb Moltke aus Straßburg an Calixtus, dass er für dessen theologische Standpunkte eintrete, die von lutherisch Orthodoxen kritisiert wurden. Zu Studienende unternahm Moltke eine Auslandsreise und schrieb sich im Mai 1641 in Oxford ein.

## Eintritt in gottorfische Dienste
Ab einem nicht nachvollziehbaren Zeitpunkt arbeitete Moltke als Kammerjunker für Friedrich III. 1647/48 wurde er beurlaubt. In dieser Zeit begleitete er Franz Erdmann als Hofmeister nach Venedig und Rom. Wahrscheinlich 1650 kam er vom Hof des Kaisers in Wien zurück nach Norddeutschland. Danach widmete er sich einige Zeit gelehrten Studien. Er verfasste eine Ausgabe der „Religio medici“ von Thomas Browne. In deren Vorrede notierte er, dass er viele Jahre ständig auf Reisen gewesen und für den Fürsten tätig gewesen sei. Dies habe ihn von seinen Studien abgehalten.
1651 trat Moltke als Hofrat und Hofmeister in den Dienst des ältesten Prinzen Friedrich (1635–1654) in Gottorf. Im Oktober 1651 reiste er mit Friedrich über Dresden an die Universitäten Straßburg und 1652 Genf, wo sie jeweils längere Zeit blieben. Darüber hinaus besuchten sie Venedig, Rom und Neapel. Anschließend blieben sie ein Jahr in Saumur und erreichten schließlich Paris, wo Friedrich im August 1654 starb. Danach kehrte Moltke an den Gottorfer Hof zurück. 1655 wurde er hier Geheimer Rat, Kammerrat sowie Hofmeister des zweitältesten Prinzen Johann Georg (1636–1656). Beide reisten wenig später nach Italien und blieben längere Zeit in Rom. Im Februar 1656 starb der Prinz in Neapel.

## Deutsch-dänischer Krieg
Moltke kehrte an den Gottorfer Hof zurück, wo er im August 1656 Vizekanzler wurde. Im Folgemonat regelte er mit dem Rat Gottfried Schneider einen Konflikt im Amt Reinbek. Anschließend verfasste er einen Report über die Gründe der wirtschaftlichen Probleme Husums. Im Jahr 1675, in dem der dänisch-schwedische Krieg begann, reiste Moltke häufig. Im März hielt er sich in Flensburg, im April in Rendsburg, Anfang Juni auf Breitenburg und Ende Juni/Anfang Juli in Kopenhagen auf. Dabei verhandelte er mit Beamten des dänischen Hofes über den Anteil, den die Gottorfer für den Krieg aufbringen sollten. Seine Gespräche brachten wenige Ergebnisse.
Ende Juli 1675 stattete Moltke König Karl X. Gustav von Schweden einen Besuch in Pinneberg ab. Der Herzog versuche, eine neutrale Haltung einzunehmen, sehe sich jedoch von seinem Schwiegersohn gezwungen, eine Entscheidung für Dänemark oder Schweden zu treffen, so Moltke. Anfang September reiste er mit Johann Adolph Kielmann von Kielmannsegg nach Kiel. Hier signierten sie einen Bündnisvertrag zwischen Gottorf und den Schweden. Im September/Oktober und erneut im November/Dezember 1657 repräsentierte Moltke gemeinsam mit Gottfried Schneider die Gottorfer beim Konvent des Niedersächsischen Reichskreises in Lüneburg. Hier verfasste er im Oktober sein Testament.
Im Februar 1658 nahm Moltke an der Unterzeichnung des Friedens von Roskilde teil. Anschließend verhandelte er gemeinsam mit Kielman von Kielmanseck. Aufgrund des Friedensschlusses und des Drucks der Schweden trat der dänische König im Mai 1658 die Souveränität seines Anteils am Herzogtum Schleswig an den Herzog von Gottorf ab. Außerdem musste er sich von der Hälfte der ehemaligen Besitzungen am Schleswiger Domkapitel und dem Amt Schwabstedt trennen. Moltke verfasste einen Abschlussbericht mit dem Titel „Diarium“, der eines der bedeutendsten Dokumente zum Ablauf der Verhandlungen darstellt.
Im Herbst 1658 brach der Krieg erneut aus. Moltke führte Verhandlungen mit dem Großen Kurfürsten. Dieser hatte sich mit den Dänen verbündet und marschierte in die Herzogtümern ein. Moltke bat ihn, die Gottorfer Ämter zu schonen. Im Juni 1659 hielt er sich erneut in Kopenhagen auf, wo Dänen und Schweden verhandelten. Im August desselben Jahres reiste er nach dem Tod Herzog Friedrich III. ab. Die adligen Landräte bemühten sich daraufhin, den Einfluss der gelehrten Räte zu schwächen. Ihr Ziel war wohl insbesondere Kielman und dessen dominante Position; Moltke betraf dies wohl weniger. Er stammte aus dem Adel und hatte zudem eine Frau geheiratet, die dem einheimischen Uradel angehörte.

## Späte Jahre
Moltke setzte sich am Gottorfer Hof und in Stockholm für eine enge Zusammenarbeit mit den Schweden ein. Dies machte Personen, die sich mit dem dänischen König versöhnen wollten, zu seinen Gegnern. Im September 1659 verhandelte er nahe Stralsund mit dem Kurfürsten Raimund Montecuccoli mit dem Ziel, dass dieser die Neutralität der Gottorfer länger anerkennen solle. Im November 1659 kehrte er zurück. Herzog Christian Albrecht bestallte ihn daraufhin zum Geheimen und Kammerrat und Vizekanzler.
1660 verhandelte Moltke mit dem Lübecker Domkapitel. Der Herzog konnte somit das Amt des Fürstbischofs, das er mit der Thronbesteigung hätte niederlegen müssen, behalten, bis sein Bruder August Friedrich 1666 volljährig wurde. Aufgrund eines 1658 in Kopenhagen geschlossenen Vertrags besaß Christian Albrecht somit vier Pfründen der Schleswiger Domherren. Eines hiervon belehnte er Moltke für dessen ungeborenen Sohn. Außerdem schenkte er ihm das ehemalige Haus des Bischofs am Schleswiger Dom. 1661 bekam Moltke ein eigenes Erbbegräbnis im Dom. Im selben Jahr erwarb er das Gut Warleberg inklusive Rathmannsdorf. Da das benachbarte Gut Knoop seiner Frau gehörte, führte Moltke nun den Titel „zu Knoop, Warleberg und Rathmannsdorf erbgesessen“. Aufgrund seines frühen Todes hatte er keine weiteren politisch bedeutenden Positionen inne.

## Werke
Moltke schrieb mehrere lateinische Bücher. Dabei verwendete er die Initialen „L.N.M.“ Es handelte sich dabei vermutlich um eine Konvention, die vorsah, dass Adlige nicht als Gelehrte tätig werden sollten. In den Widmungen der Bücher und bei seinen Ehrengedichten führte er jedoch seinen vollen Namen aus. Besonders erfolgreich war eine englische Ausgabe der „Religio Medici“ von Thomas Browne aus dem Jahr 1642. Browne lehnte darin jegliche Polemik ab und trat für ein Zusammenspiel von Glauben und Vernunft und religiöse Toleranz ein, womit er Aufsehen erregte. Die meisten Zeitgenossen sahen in Browne einen Atheisten. Die provokanten Sätze versah Moltke mit weitreichenden Kommentaren und Zitaten passender Bibelstellen. Dadurch bemühte er sich, kritische Kirchenväter und unumstrittene Autoritäten milde zu stimmen. Eine druckreife Fassung hiervon erstellte er während der Reise mit Prinz Friedrich nach Straßburg.
Nach dem Tod des Prinzen Johann Georg 1659 verfasste Moltke die „Consolation Socratis“. Er orientierte sich dabei zweifelsfrei an der „Consolatio Philosophiae“. Es handelt sich bei seinem Werk um einen Dialog zwischen Sokrates und dem Autor. Der Philosoph nennt tröstende philosophische Gründe für das Ableben des Prinzen. Mit seinem Buch wollte Moltke darstellen, dass Sokrates‘ Ethik zu jener der Christen passe. Der Autor argumentierte mit zahlreichen Autoren der Antike sowie René Descartes und Thomas Hobbes.
Als Moltke 1655 zum zweiten Mal Rom besuchte, schrieb er ein Buch über das dortige Konklave, das Fabio Chigi zum Papst machte. Darin sprach er sich gegen die zeitgenössischen orthodoxen Theologen aus, die sich mit erbitterter Polemik gegen sämtliche Abweichungen wendeten. Er selbst tendierte eher zur Irenik, die ihm wahrscheinlich Calixtus nahegebracht hatte.

## Familie
Moltke heiratete um 1655 Adelheid von Buchwald (* 22. Januar 1634; † 31. Oktober 1681 in Itzehoe). Seine Ehefrau war eine Tochter des Offiziers Friedrich von Buchwaldt und dessen erster Ehefrau Hedwig, geborene Buchwaldt (1614–1641). Das Ehepaar Moltke hatte zwei Töchter und zwei Söhne, darunter Maria Elisabeth (* 26. Oktober 1659; † 1. Mai 1722), die den Gottorfer Landrat Bendix von Ahlefeldt heiratete.